# Liste der Monuments historiques in Roubaix
Die Liste der Monuments historiques in Roubaix führt die Monuments historiques in der französischen Gemeinde Roubaix auf.

## Liste der Bauwerke
| Bezeichnung                                                | Beschreibung               | Standort                                                       | Kennzeichnung | Schutzstatus   | Datum     | Bild |
| ---------------------------------------------------------- | -------------------------- | -------------------------------------------------------------- | ------------- | -------------- | --------- | ---- |
| Gebäude                                                    |                            | 14, place Faidherbe 2, boulevard Beaurepaire Rue Monge (Lage)  | PA59000015    | Inscrit        | 1998      |      |
| Centre médical Barbieux                                    |                            | 30–35, rue de Barbieux (Lage)                                  | PA59000013    | Inscrit        | 1998      |      |
| Courées Dubar et Dekien                                    |                            | 42–44, rue Jean-Moulin 13, rue Chanzy (Lage)                   | PA59000018    | Inscrit        | 1998      |      |
| Klarissenkloster                                           |                            | 2, rue de Wasquehal Allée des Clarisses (Lage)                 | PA59000169    | Inscrit        | 2010      |      |
| École nationale supérieure des arts et industries textiles |                            | Place des Martyrs-de-la-Résistance 1, rue de l’Ermitage (Lage) | PA00107907    | Inscrit        | 1989      |      |
| Kirche Notre-Dame                                          |                            | Place Notre-Dame (Lage)                                        | PA00107789    | Inscrit        | 1983      |      |
| Kirche Ste-Élisabeth                                       |                            | 115, rue de Lannoy (Lage)                                      | PA59000187    | Inscrit        | 2014      |      |
| Kirche St-Jean-Baptiste                                    |                            | 4, rue Nicolas Poussin (Lage)                                  | PA59000188    | Inscrit        | 2014      |      |
| Kirche St-Joseph                                           |                            | Rue de France (Lage)                                           | PA00107928    | Inscrit Classé | 1992 1993 |      |
| Kirche St-Martin                                           |                            | Grand Place Contour Saint-Martin (Lage)                        | PA59000153    | Inscrit        | 2009      |      |
| Hôtel Auguste-Lepoutre                                     |                            | 301, avenue des Nations-Unies (Lage)                           | PA59000042    | Inscrit        | 1999      |      |
| Hôtel Motte-Lagache                                        |                            | 64, boulevard du Général-de-Gaulle (Lage)                      | PA59000031    | Inscrit        | 1998      |      |
| Hôtel particulier                                          |                            | 56, boulevard du Général-de-Gaulle (Lage)                      | PA59000028    | Inscrit        | 1998      |      |
| Hôtel particulier                                          |                            | 58, boulevard du Général-de-Gaulle (Lage)                      | PA59000029    | Inscrit        | 1998      |      |
| Hôtel particulier                                          |                            | 62, boulevard du Général-de-Gaulle (Lage)                      | PA59000030    | Inscrit        | 1998      |      |
| Hôtel particulier                                          |                            | 66, boulevard du Général-de-Gaulle (Lage)                      | PA59000032    | Inscrit        | 1998      |      |
| Hôtel particulier                                          |                            | 70, boulevard du Général-de-Gaulle (Lage)                      | PA59000033    | Inscrit        | 1998      |      |
| Hôtel particulier                                          |                            | 72, boulevard du Général-de-Gaulle (Lage)                      | PA59000034    | Inscrit        | 1998      |      |
| Hôtel particulier                                          |                            | 76, boulevard du Général-de-Gaulle (Lage)                      | PA59000035    | Inscrit        | 1998      |      |
| Hôtel particulier                                          |                            | 78, 78 bis, boulevard du Général-de-Gaulle (Lage)              | PA59000036    | Inscrit        | 1998      |      |
| Hôtel particulier                                          |                            | 84, boulevard du Général-de-Gaulle (Lage)                      | PA59000037    | Inscrit        | 1998      |      |
| Hôtel particulier                                          |                            | 86, boulevard du Général-de-Gaulle (Lage)                      | PA59000038    | Inscrit        | 1998      |      |
| Hôtel Prouvost                                             |                            | 19, rue du Grand-Chemin 6, rue Rémy-Cogghe (Lage)              | PA59000027    | Inscrit        | 1998      |      |
| Hôtel de Ville                                             |                            | Grand Place (Lage)                                             | PA59000020    | Inscrit        | 1998      |      |
| Haus                                                       |                            | 42, avenue Anatole-France (Lage)                               | PA59000193    | Inscrit        | 2015      |      |
| Haus                                                       |                            | 16, boulevard Leclercq (Lage)                                  | PA00107790    | Inscrit        | 1975      |      |
| Haus                                                       |                            | 250, rue de Lille (Lage)                                       | PA59000024    | Inscrit        | 1998      |      |
| Haus                                                       |                            | 28, rue du Maréchal-Foch (Lage)                                | PA59000025    | Inscrit        | 1998      |      |
| Haus                                                       |                            | 9, rue Parmentier (Lage)                                       | PA59000021    | Inscrit        | 1998      |      |
| Haus                                                       |                            | 11, rue Vauban (Lage)                                          | PA59000019    | Inscrit        | 1998      |      |
| Haus von Pierre Neveux                                     |                            | 40, rue Anatole-France (Lage)                                  | PA59000023    | Inscrit        | 1998      |      |
| Haus von Rémy Cogghe                                       |                            | 22, rue Rémy-Cogghe (Lage)                                     | PA59000022    | Inscrit        | 1998      |      |
| Justizpalast                                               | and-Chemin Rue Rémy-Cogghe | 45, rue du Gr (Lage)                                           | PA59000026    | Inscrit        | 1998      |      |
| Wasserreservoir                                            |                            | 6, 6bis, 6ter, boulevard Lacordaire (Lage)                     | PA59000014    | Inscrit        | 1998      |      |
| Turnhalle La Roubaisienne                                  |                            | 5, rue Chanzy (Lage)                                           | PA59000011    | Inscrit        | 1997      |      |
| Färberei Millecamps                                        |                            | 8, rue Philippe-Lebon Rue de Courtrai (Lage)                   | PA59000017    | Inscrit        | 1998      |      |
| Protestantische Kirche                                     |                            | 27–31, rue des Arts (Lage)                                     | PA59000174    | Inscrit        | 2011      |      |
| Fabrik Delattre                                            |                            | Rue du Curoir 7–9, rue du Nord Rue de Sébastopol (Lage)        | PA59000016    | Inscrit        | 1998      |      |
| Fabrik Motte-Bossut                                        | Erbaut 1866 bis 1891       | 78, rue du Général-Leclerc Rue de la Tuilerie (Lage)           | PA00107791    | Inscrit        | 1978      |      |

## Liste der Objekte
- Monuments historiques (Objekte) in Roubaix in der Base Palissy des französischen Kultusministeriums